# Fleshing Out Skull and Bones: Investigations into America's Most Powerful Secret Society
Fleshing Out Skull & Bones Investigations into America's Most Powerful Secret Society es un libro escrito por varios autores especialistas en el tema de la sociedad secreta de la Universidad de Yale, Skull & Bones y cuyo editor es Kris Millegan.

## Marco conceptual del libro
La sociedad secreta Skull & Bones fue creada en 1823 en la Universidad de Yale, por miembros de la familia Russell, quienes eran los mayores traficantes de opio de los Estados Unidos  en el siglo XIX. Los abusos en el tema generarían las Guerras del Opio, que dejaron muchos muertos entre los chinos. Al ascender socialmente, por medios de las inmensurables ganancias dejadas por el opio pronto se vieron en los niveles más altos de la sociedad norteamericana en donde llegaron a tener Presidentes (William Taft) y al cerebro detrás de la fase imperial de Estados Unidos, Henry Stimson. Dominaron la política y las finanzas en el siglo XX con figuras como Averell Harriman, McGeorge Bundy, George H. W. Bush, George W. Bush, John Kerry y últimamente, John Negroponte, entre otros.

## Capítulos

### Capítulo 1 The September 11th Attack, the War on Terror and the Order of Skull & Bones
La relación de la dinastía Bush con el poder norteamericano es analizada acá, por medio de los atentados del 11 de septiembre de 2001, los que son vistos como el Pearl Harbor del nuevo orden mundial

### Capítulo 2 Antithesis: Financing The Nazis
La relación de la sociedad secreta con el auge de los nazis en Alemania es analizada, hasta que Prescott Bush es condenado por traición en medio de la Segunda Guerra Mundial. El abogado de Bush, Allen Dulles es puesto en la oficina de la OSS en Berna y en medio de la guerra tiene reuniones con los jerarcas nazis para gestar el rescate de científicos nazis a través de la Operación Paperclip.

### Capítulo 3 Geronimo's Bones
En 1986, el expresidente Apache de San Carlos Ned Anderson recibió una carta y una foto con la calavera en dicha sede Skull & Bones. Se ha reunido en varias oportunidades con oficiales Skull & Bones para discutir el rumor; el fiscal del grupo, Endicott P. Davidson, niega que tengan la calavera, y alega que la profanación y el robo de 1918 es un mito. la rechazó.  En 2006, Marc Wortman descubrió una carta de 1918 del miembro de los Skull & Bones Winter Mead a  F. Trubee Davison que reclamaba el robo:

 La calavera del preocupante Gerónimo el Terrible, fue exhumada de su tumba en Fort Sill por nuestro club [...] está segura en nuestra tumba ("The Tomb" es la sede de los Skull and Bones) en Yale y además estaría un fémur y sus riendas de plata
Carta de 1918 del miembro de los Skull & Bones  Winter Mead a  F. Trubee Davison

Pero Mead no estaba en Fort Sill, y el profesor de historia de la Universidad Cameron David H. Miller afirmó que por entonces, la tumba de Geronimo no estaba marcada.  La revelación condujo que Harlyn Geronimo de Mescalero, Nuevo México, escribiera al Presidente George H. W. Bush (también miembro de los Skull & Bones) pidiéndole el regreso de los restos:

De acuerdo a nuestras tradiciones, los restos de este tipo,especialmente cuando la tumba fue profanada para ser usados con fines que violan nuestra dignidad [...] necesitan ser reenterrados con los rituales apropiados [...] para regresar la dignidad y permitir que su espíritu descanse en paz.
Carta de Harlyn Geronimo de Mescalero, Nuevo México, escribió al Presidente George H. W. Bush. 

En 2009, Ramsey Clark representó a los descendientes de Gerónimo en un juicio para lograr el retorno de los restos,  contra  Barack Obama, Robert Gates, y los Skull and Bones, exigiendo el retorno de los huesos de Gerónimo Un artículo en The New York Times afirmá que Clark "reconoce que no tiene pruebas substanciales de que la historia sea cierta" Ramsey Clark, ex fiscal general de los Estados Unidos, que representa a la familia de Gerónimo reconoce que no tienen mayores datos, pero espera que la corte investigue.
Investigadores del rango de Cecil Adams a Kitty Kelley rechazan la historia.  Un vocero de Fort Sill afirmó a Adams, "No existen evidencias concretas de que los huesos estén en ninguna otra parte que en la tumba." Jeff Houser, presidente de la tribu apache de Fort Sill, Oklahoma, también llamó a la historia un mito.
Existe actualmente una petición ante el Congreso de los Estados Unidos para repatriar la calavera de Gerónimo

### Capítulo 4 Role Model For His Daughters
Este capítulo hace un análisis de la dualidad moral imperante en la plutocracia norteamericana específicamente en la del Eastern Establishment.

### Capítulo 5 Secrecy and Our Constitution: Whom do they serve?
Este capítulo hace un análisis descarnado de cómo las distintas instancias de poder en Estados Unidos se aprovechan de la Constitución para acumular poder en desmedro del ciudadano común. Los elegidos cada año serán los jueces, senadores y Presidentes del futuro.

### Capítulo 6 Prescott Bush, $1,500,000 and Auschwitz
Solo hay que recordar que el gobierno de Franklin D. Roosevelt debió intervenir la empresa de Bush y Harriman por servir al enemigo. 'En octubre de 1942 -diez meses después de entrar en la Segunda Guerra Mundial- el gobierno de Estados Unidos aplicó la ley de comercio con el enemigo e incautó las acciones de UBC, cuyo directorio además de Prescott Bush y Roland Harriman, figuraban tres ejecutivos nazis: H. J. Kouwenhoven, representante personal de Thysen, Cornelis Lievense y Johan G. Groeniger. La UBC transfería fondos de Alemania a Nueva York y viceversa. Una investigación de la Casa Blanca que en 1945 salió a la luz en el Senado encontró que el banco de Prescott Bush estaba vinculado con el German Steel Trust. Esta gigantesca empresa industrial produjo el 50.8 % del hierro colado consumido por el régimen hitleriano, [...] el 41,4% de los blindajes corrientes, el 36% de los blindajes pesados, el 38.5% de las láminas galvanizadas, el 45% de los ductos y tuberías, el 22.1% del alambre y el 35% de los explosivos utilizados por los nazis'.

### Capítulo 10 The Order of Skull & Bones and Illegal Finance: A Study of the Analytical Framework of Conspiracy Theory
La orden ha sido un acúmulo y un ejemplo de las redes de corrupción desde su inicio. Los elegidos cada año serán los futuros jueces, senadores y Presidentes, generando anillos en los que es fácil saltarse las leyes. Como ejemplo, cada vez que los Bush fueron investigados por el Senado de los Estados Unidos, el responsable de hacerlo fue John Kerry, un Skull & Bones como los Bush.

### Capítulo 11 The House of Bush: Born in a Bank
La relación de los Bush con los bancos lleva más de cuatro generaciones De hecho el suegro de Prescott Buh y bisabuelo de George W. Bush era banquero. El Banco creado por ellos para financiar el ascenso de los nazis al poder, Union Banking Corporation, fue condenado en 1942 por el Acta de Traición en Estados Unidos por negociar con el enemigo en plena Segunda Guerra

### Capítulo 12 The Hitler Project
Prescott Bush, según la biografía escrita en 1992, por Webster Tarpley y Anton Chaitkin, desempeñó un papel central en financiar y armar al dictador Adolfo Hitler para la toma del poder en Alemania, es decir financiar y gestionar las industrias de guerra nazis para la conquista de Europa y la guerra contra los propios Estados Unidos.

### Capítulo 13 Skull and Bones: The Racist Nightmare at Yale
Irving Fisher (S&B 1888) se convirtió el sumo sacerdote de las teorías racialistas económicas de Yale (Profesor de Yale 1896- 1946), y en un vendedor famosos de propaganda del Imperio británico PARA EL LIBRE COMERCIO y la reducción de la población no blanca. Fisher fue el fundador y Primer Presidente de la American Eugenics Society con el financiamiento a partir del opio de la madre de Averell Harriman.
Gifford Pinchot (S&B 1889) invento el movimiento de "conservación aristrocática  Él fue el Jefe de Tierras del Presidente Theodore Roosevelt, substituyendo el Programa de Abraham Lincoln de creación libre de granjas familiares por control federal de cesión de tierras dirigido por él. El activismo de Pinchot a favor del Imperio Británico incluye al Psychical Research Society y su vice-presidencia del Primer Congreso Internacional Eugenico en 1912.
Ayudando a Pinchot a iniciar este ambientalismo racista estaban sus cohortes George W. Woodruff (S&B 1889), Assistant Attorney General and Acting Interior Secretary de Teddy Roosevelt; y Henry Solon Graves (S&B 1892), Jefe de Tierras de USA entre 1910-20. Frederick E. Weyerhauser (S&B 1896), dueño de grandes extensiones de tierras de USA, fue un seguidor del movimiento de Pinchot. Además la familia Weyerhauser family eran activos colaboradores del racista anglosudafricano
Cecil Rhodes. Estas familias forman parte del Presidenta George Bush
Bajo la presión de la American Eugenics Society que es la cara moral de los  Skulls & Bones en los 1930s casi todos los estados habían aprobado leyes eugénicas autorizando la esterilización de "defectuosos," y en una INFAME decisión la Corte suprema de USA las aprobó como constitucionales . El Lobby Eugenico también contribuyó al poderoso al poderoso movimiento antiinmigración de 1910 a 1920s, usando estudios seudocientificos que apoyaban la tesis de que los no-blancos y los inmigrantes eran inferior a los nativos blancos Americanos en inteligencia, condición física y estatura moral. A pesar de los meticulosos estudios de Franz Boas, H.S. Jennings, y otros que demostraron la FALLA de la teoría y la metodología eugenicay la falsedad de sus reclamos, el movimiento eugénico siguió de moda entre la clase alta de USA. solo después de
la Segunda Guerra Mundial, al hacerse clara las atrocidades del eugenismo alemán, el movimiento en USA perdió fuerza, pero no desapareció sobre todo en Yales en que TODOS los Bones & skull pertenecen a la eugenics Society. El Presidente Bush y su padre el expresidente Bush pertenecen a ambas sociedades

### Capítulo 14 Everything you ever wanted to ask, but were afraid to know
El Reverendo Henry Sloane Coffin (S&B 1897), un declarado pacifista, presidente del Union Theological Seminary, en cuyo Directorio estaba el socio de Prescott Bush,  Thatcher Brown viaja a Inglaterra junto a  John Foster Dulles para fundar la  World Council of Churches, como una Organización Pacifista. Los Bones and skull han usado siempre las organizaciones Pacifistas patra proteger negocios de venta de armas, en este caso los negocios de Prescott Bush con los nazis
John Kerry fue conocido como " activista antibelico" pero lo que hacia realmente era espiar para la CIA. Posteriormente fue el que salvo a los Bush varias veces haciendo "investigaciones" que en realidad eran ocultamientos perfeccionados de lo que se les había escapado a los Bush

### Capítulo 15 Blackmarket Bones
El teniente Prescott Bush Sr., acantonado en Fort Sill en 1917 comanda un grupo de 5 miembros de la secta S&B y profana la tumba del jefe apache Gerónimo para llevarla a la Sede de Skull & Bones en Yale. La calavera de Gerónimo está en The Tomb (La Tumba), un edificio tipo mausoleo en el centro de Yale.
Hay quienes creen que desde ahí se han profanado las tumbas de muchos líderes que se han opuesto al poder de Estados Unidos, y que supuestamente sus huesos y calaveras habrían ido a adornar las ceremonias que se hacen en la Tumba. Entre esos restos estarían las calaveras de Pancho Villa, Omar Torrijos, Jorge Eliécer Gaitán, y Patrice Lumumba, entre otros. Los apache, a mediados de los años 1980, por medio de Ned Anderson, líder de la tribu de San Carlos pidieron el cráneo de Gerónimo a George H. W. Bush cuando era Presidente. Este lo entregó, pero a poco andar se dieron cuenta de que el cráneo había sido cambiado.

### Capítulo 16 Prescott Bush, the Union Banking Corporation and The Story
Prescott Bush fue accionista y ejecutivo del holding Brown Brothers Harriman y director de una de sus filiales, el banco Union Banking Corporation (UBC). Las actividades pronazis del abuelo se extendieron desde los consorcios navieros a su derivado tradicional, la actividad de transporte comercial. De esta manera controló la compañía de navegación 'Hamburg-Amerika Line' y concertó a través de Harriman International Company, un acuerdo por el cual se encargó de coordinar las exportaciones de la Alemania nazi a los Estados Unidos. La UBC gestionó las operaciones bancarias fuera de Alemania de Fritz Thysen uno de los dos magnates, que financiaron a Hitler. El otro fue el grupo Krupp.

### Capítulo 17 The Tomb
La sede en el Campus de Yale es llamada The Tomb (La Tumba). Está en 64 High St (41º18'30.62 N, 72º55'48.21 W.. En su fachada dice en alemán “Wer war der Thor, wer Weiser, Bettler oder Kaiser? Ob Arm, ob Reich, im Tode gleich”, que significa: “Quién es el loco, quién es el listo, el mendigo o el rey? Ambos, pobre o rico, se igualan en la muerte” un poco demagógico para esta elitista sociedad.
También aparece el lema en latín "Boni bonis adpacunt" y en viejo inglés "Bari Quippe Boui"

### Capítulo 19 The Skeleton Crew
Todos los años desde 1833, cada miembro debe elegir a quince nuevos miembros menores para sustituirlos. A esto lo denominan ser golpeado  (“tapped ”). Ser elegido para Skull and Bones es para muchos estudiantes de Yale el honor más alto que se les puede otorgar, aunque algunos de vez en cuando lo rechacen.
Durante un año, los miembros de la sociedad se encuentran al menos una vez a la semana y realizan largos autoanálisis y críticas unos de otros. El objetivo es crear un vínculo a largo plazo entre ellos una vez que hayan dejado la universidad, en lugar de que su relación sólo dure durante su permanencia. La relación entre el Patriarca y su elegido es de tal magnitud que debe ser de fe ciega. Curiosamente John Kerry fue Patriarca Skull & Bones de George W. Bush.
En la Orden, a cada “cohorte” de quince miembros se le hacía un retrato. Siempre posaban un viernes, del mismo modo, con huesos humanos y un viejo reloj en el fondo marcando las 8 de la tarde, rememorando el día que la orden  File and Claw los invadió apropiándose de sus secretos. Desde 1833, los miembros del último año (Patriarcas) seleccionan a un miembro del primer año de la universidad seleccionan “a dedo” el que ingresa por la vía rápida al selecto mundo del poder de Estados Unidos.
Cada iniciado recibe su nombre el que lo acompañara de por vida:
- William Taft (Magog)
- F. O. Matthiessen (Diablito)
- Averell Harriman (Thor)
- Henry Luce (dueño de Time Life) (Baal)
- Britton Hadden[19] (Calibán)
- A. Mc Leosh (Gigadibs)
- McGeorge Bundy (Odín)
- P. Stewart (Crappo)
- George W. Bush (Zeus)
- William Buckley (Cheevy)
- A. P. Stokes (Aquiles)
- C. Seymour (Maquiavelo)
- John Kerry (Diablazo)
- John Heinz (¿?)
- John Negroponte (Hades)
- George H. W. Bush (¿?)

Los que siguen las reglas sociales de la Orden se autodenominan los Caballeros (Knights) y los que se rebelan son llamados los “bárbaros”. Se sabe poco de esta sociedad ya que sus principales integrantes han mantenido en secreto, tanto su participación como la finalidad de esta organización.
El único capítulo de S&B fuera de Yale estuvo en la Wesleyan University en 1870, convirtiéndose dos años más tarde en una Sociedad independiente llamada Theta Nu Epsilon.

## Crítica
Desde las listas del Siglo XIX y archivos olvidados hasta fotos aereas recientes de la sede de los Bonesmen  The Tomb``  no queda piedra sobre piedra en este libro de lectura obligatoria para todo el que estudie esta secta que ha dado un numero innusual de lideres a Estados Unidos. Nombres son dados , incluyendo los presidentes William Taft, George H. W. Bush, George W. Bush--y la afiliación del grupo con los Illuminati alemanes esta bien documentada." 
Jim Marrs, periodista y autor del libro , "Rule by Secrecy and "The War on Freedom.